# Buchstaben-Schmuckschildkröten
Die Buchstaben-Schmuckschildkröten (Trachemys) sind eine Gattung von Schildkröten aus der Familie der Neuwelt-Sumpfschildkröten. Sie haben ein ausgesprochen großes Verbreitungsgebiet, das von den Großen Seen in Nordamerika bis nach Uruguay reicht. Sie kommen außerdem auf einigen Inseln der Bahamas und der Antillen vor.
Buchstaben-Schmuckschildkröten sind eng an Gewässer gebunden. Sie verzehren neben animalischer Kost auch pflanzliche Nahrung.

## Balzverhalten
Das Balzverhalten der Buchstaben-Schmuckschildkröten ist auf Grund der häufigen Terrarienhaltung gut bekannt. Das Männchen verfolgt dabei im Wasser zunächst das Weibchen häufig mit einem meist weit vorgestreckten Kopf. Charakteristisch sind dabei Kaubewegungen des Männchens. In der zweiten Phase umschwimmt das Männchen das Weibchen und nimmt schließlich eine frontale Position gegenüber dem Weibchen ein. Dabei berühren sich die Schnauzen der beiden Geschlechter fast. Bei der Nordamerikanischen Buchstaben-Schmuckschildkröte führt das Männchen mit seinen Vorderläufen zitternde Bewegungen vor dem Kopf des Weibchens aus. Bei Trachemys taylori fehlen diese ritualisierten Balzverhalten. Das Männchen versucht durch heftige Bisse, das Weibchen zur Kopulation zu bewegen.

## Buchstaben-Schmuckschildkröten als Terrarientiere
Buchstaben-Schmuckschildkröten sind sehr beliebte Tiere für die Haltung in Aquaterrarien. Weite Verbreitung haben die Gelbwangen-Schmuckschildkröte und die Rotwangen-Schmuckschildkröte gefunden, die beides Unterarten der Nordamerikanische Buchstaben-Schmuckschildkröten sind. Durch Halter, die die Tiere ausgesetzt haben, sind sie in vielen Regionen der Erde eingeführt worden. Eingeführte Populationen gibt es mittlerweile in Kalifornien, Frankreich, Südafrika, Bahrain, Japan, Südkorea, Guam und Thailand.
In den USA dürfen diese Schildkröten mittlerweile nur noch im Einzelhandel angeboten werden, wenn sie mindestens eine Carapaxlänge von vier Inches, etwa 10 Zentimeter haben. Damit soll der „Niedlichkeitsfaktor“ beim Kauf reduziert werden und dem Käufer bewusst sein, dass diese Tiere ein großes, in der Anschaffung kostenaufwändiges Aquaterrarium benötigen. US-amerikanische Zuchtfarmen exportieren diese Schildkröten jedoch immer noch in großer Zahl nach Mexiko, Japan und Europa. Die jeweiligen Arten und Unterarten müssen voneinander getrennt gehalten werden, um eine Bastardisierung zu vermeiden.

## Arten und ausgewählte Unterarten
Zur Gattung der Buchstaben-Schmuckschildkröten gehören derzeit folgende 14 rezente Arten:
- Hispaniola-Schmuckschildkröte (Trachemys decorata (Barbour & Carr, 1940))
- Kuba-Schmuckschildkröte (Trachemys decussata (Gray, 1831))
- Südamerikanische Schmuckschildkröte (Trachemys dorbigni (Duméril & Bibron, 1835))
  - Maranhao-Schmuckschildkröte (Trachemys dorbigni adiutrix Vanzolini, 1995)
- Mexikanische Schmuckschildkröte (Trachemys gaigeae (Hartweg, 1939))
- Grays Schmuckschildkröte (Trachemys grayi (Bocourt, 1868))
  - Nicaragua-Schmuckschildkröte (Trachemys grayi emolli (Legler, 1990))
- Trachemys medemi Vargas-Ramírez, Valle, Ceballos & Fritz, 2017[4]
- Pazifische Schmuckschildkröte (Trachemys nebulosa (Van Denburgh, 1895))
- Nayarit-Schmuckschildkröte (Trachemys ornata (Gray, 1831)) (Art Status unklar)
- Nordamerikanische Buchstaben-Schmuckschildkröte (Trachemys scripta (Schoepff, 1792))
  - Gelbwangen-Schmuckschildkröte (Trachemys scripta scripta (Schoepff, 1792))
  - Rotwangen-Schmuckschildkröte (Trachemys scripta elegans (Wied-Neuwied, 1838))
  - Cumberland-Schmuckschildkröte (Trachemys scripta troostii (Holbrook, 1836))
- Antillen-Schmuckschildkröte (Trachemys stejnegeri Schmidt, 1928)
- Cuatro-Ciénegas-Schmuckschildkröte (Trachemys taylori (Legler, 1960))
- Jamaika-Schmuckschildkröte (Trachemys terrapen (Bonnaterre, 1789))
- Mittelamerikanische Schmuckschildkröte (Trachemys venusta (Gray, 1855))
- Kinnfleck-Schmuckschildkröte (Trachemys callirostris (Gray, 1855))
- Sonora-Schmuckschildkröte (Trachemys yaquia (Legler & Webb, 1970))